# جابرييل لونا
جابرييل لونا هو ممثل أمريكي من أصل مكسيكي ولد في 5 ديسمبر 1982 بأوستن في الولايات المتحدة.

## أعمال

### أفلام
- (2019) تيرميناتور 6

### مسلسلات
- تاتش
- عملاء شيلد

## وصلات خارجية
- جابرييل لونا على موقع IMDb (الإنجليزية)
- جابرييل لونا على موقع ميتاكريتيك (الإنجليزية)
- جابرييل لونا على موقع روتن توميتوز (الإنجليزية)
- جابرييل لونا على موقع ألو سيني (الفرنسية)
- جابرييل لونا على موقع أول موفي (الإنجليزية)
- جابرييل لونا على موقع قاعدة بيانات الفيلم (الإنجليزية)
- جابرييل لونا على موقع كينوبويسك (الروسية)